# آرنوت (ویسکانسین)
آرنوت (به انگلیسی: Arnott) یک منطقهٔ مسکونی در ایالات متحده آمریکا است که در استاکتون واقع شده است. آرنوت ۳۵۱٫۱۳ متر بالاتر از سطح دریا واقع شده است.